# Aerojet M-1
Aerojet M-1 je bil predlagani raketni motor na tekoče gorivo. Če bi bil zgrajen, bi bil največji in najmočnejši 
raketni motor na vodik. Razvijal naj bi 6,67 MN potiska, z možnostjo povečanja dizajna do 8 MN. M-1 je uporabljal izvedbo plinski generator (gas generator), pri katerem se je del kisika in vodika porabil za poganjanje dveh  turbočrpalk. Običajni motorji imajo po navadi dve črpalki, ki si delita isto turbino. M-1 je imel za razliko eno turbočrpalko za vodik (moč 75000 KM) in drugo za kisik (25000 KM), vsaka s svojo turbino. Pri običajnih "gas generator" ciklih se izpušne pline enostavno izpusti, pri M-1 pa so se uporabljali za hlajenje in so potem ekspandirali in pri tem generirali 120 kN potiska. Motor se je ugasnil tako, da se je preprečil dotoj goriva v plinski generator.
Raketni motor F-1, ki se je uporabljal na lunarni raketi Saturn V je razvijal skoraj isti potisk in sicer 6,67 MN. F-1 je za razliko uporabljal kerozin (RP-1) in je imel manjši specifični impulz 263 s na nivoju morja. 

## Specifikacije (M-1)
- Gorivo in oksidator: tekoči vodik in tekoči kisik
- Izvedba: plinski generator
- Potisk:	1500000 lbf (6,67 MN) na nivoju morja
- Pritisk v komori: 1000 psi
- Specifični impulz: 428 sekund (4,20 km/s)